# 16 millimetri

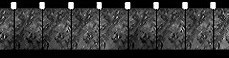
Pellicola da 16 millimetri

La pellicola 16 millimetri è un formato di pellicola cinematografica più maneggevole e meno costoso di quello standard 35 mm, introdotto per la prima volta dalla Eastman Kodak nel 1923.

## Utilizzo
Il nome deriva dalla larghezza della pellicola, che consiste in un nastro largo 16 millimetri dotato di perforazioni di trascinamento. Si tratta di un formato generalmente non utilizzato per le riprese e proiezioni di film da sala cinematografica, ma piuttosto per filmati industriali, documentari, reportage, spot pubblicitari, filmati didattici o amatoriali. Nonostante ciò la pellicola 16 millimetri è talvolta utilizzata anche per alcune sequenze molto dinamiche destinate a film professionali in 35 mm, grazie alle ridotte dimensioni e peso della cinepresa (in fase di editing i fotogrammi vengono poi ristampati a pieno formato per renderli congruenti col resto del film).
Fin dai suoi esordi il 16 mm venne anche utilizzato da cineasti amatoriali, sebbene sia stato necessario attendere l'arrivo sul mercato di formati economici come la pellicola 8 millimetri (1932) oppure la pellicola Super 8 millimetri (1965), perché il cinema amatoriale diventasse popolare a livello casalingo.. Il primo proiettore 16 millimetri sonoro fu introdotto dalla RCA-Victor nel 1932 per poi sviluppare una cinepresa 16 millimetri con ripresa sonora ottica nel 1935.

## Cinematografia
Il 16 mm, agli inizi, aveva una doppia perforazione laterale ed era, ovviamente, muto. Il set per cimentarsi con il cinema in casa comprendeva una cinepresa, un proiettore e un treppiedi, e veniva venduto dalla Eastman Kodak nel 1932 per 335 us$ (poco più della metà del prezzo di una Ford T). 
Con l'invenzione del sonoro fu introdotta la versione mono-perforata (usata ancora oggi), in modo da fare posto su un lato della pellicola alla colonna sonora, dapprima ottica, poi in seguito anche magnetica. 
Oggi il 16 mm è divenuto un formato professionale, considerata l'elevatissima risoluzione fornita dal suo fotogramma (superiore anche all'HDTV), ed è adoperato da molte produzioni cinematografiche quando l'utilizzo del 35 mm risulta proibitivo per via dei suoi costi. In particolare si è affermato il Super 16 mm.

## Fotografia
La pellicola 16 mm, tagliata in spezzoni di lunghezza adatta e inserita in appositi caricatori, è stata utilizzata nel passato in fotocamere miniatura prodotte da vari costruttori (principalmente Rollei, Yashica, Minolta), che consentivano di portare con sé un'attrezzatura di ripresa fotografica di minimo ingombro, leggerissima e tascabile, con risultati confrontabili (almeno per i modelli più costosi) con quelli ottenuti per mezzo di fotocamere tradizionali.
- 7.62 mm per fotogramma (40 fotogrammi per piede)
- 122 m (400 piedi) corrispondono a circa 11 minuti a 24 fotogrammi/s per ogni caricatore standard
- Esistevano caricatori di maggiore durata usati per scene lunghe come le conferenze.